# Hyaliodes harti
Hyaliodes harti är en insektsart som beskrevs av Knight 1941. Hyaliodes harti ingår i släktet Hyaliodes och familjen ängsskinnbaggar. Inga underarter finns listade i Catalogue of Life.